# Ли, Митч
Митч Ли (настоящее имя Ирвин Мичник) — американский композитор и театральный продюсер.
Митч Ли учился в Йельском университете в Нью-Хейвене. Он брал уроки у Пола Хиндемита. Позже он писал пьесы, сочинял оперы, коммерческую музыку и джазовые произведения. Его самым большим успехом стал мюзикл «Человек из Ламанчи» (о Дон Кихоте), который он написал вместе с Дейлом Вассерманом (книга) и Джо Дарионом (текст песен). За музыку к мюзиклу он был награждён премией «Тони». Позже он основал организацию «Music Makers», которая специализировалась на мелодиях для реклам.

## Произведения
- 1963 «Too True to Be Good», театральная пьеса
- 1964 «Never Live over a Prezel Factory», театральная пьеса
- 1965 «Человек из Ламанчи», мюзикл